# 格哈德·维尔特方
格哈德·维尔特方（德語：Gerhard Wiltfang，1946年4月27日—1997年7月1日），德国男子马术运动员。他曾代表西德参加1972年夏季奥林匹克运动会马术比赛，获得团体场地障碍赛金牌和个人场地障碍赛第十六名。